# 畠中清羅
畠中 清羅（日语：／ Hatanaka Seira */?，1995年12月5日—）是日本的歌手、藝人，曾經是偶像團體乃木坂46的一員。大分縣出身、MSC.inc 所屬。進入乃木坂46前，是地方偶像團體CHIMO的成員。

## 略歷
2011年8月，通過選拔後正式成為乃木坂46成員。
2015年2月5日，乃木坂46官方網站公佈了畠中清羅即將從乃木坂46畢業的消息，同年4月4日於名古屋舉行的握手會是她以乃木坂46成員身份出席的最後一個活動。
2015年11月，畠中清羅在個人部落格中公佈了重新開始演藝活動的消息，希望透過公開集資製作一部以自己為主題的記錄片。
計畫至2016年1月已籌集到369萬日元資金，並已開始製作工作。
2018年6月23日結婚。
2019年6月3日19時08分女兒出生(3962g/54.5cm)。

## 演出

### 電視劇
- 欺詐偶像（東京電視台、2012年1月13日 - 4月6日）

### 電視節目
- 乃木坂，哪裡？ （愛知電視台、2011年10月2日 - ）
- 乃木坂浪漫 （東京電視台、2012年4月2日 - 9月27日）

## 外部連結
- 畠中清羅 官網（日語）
- 畠中清羅的X（前Twitter）（日語）
- 畠中清羅的Instagram帳戶（日語）
- 畠中清羅的Ameba部落格（日語）
- YouTube上的畠中清羅頻道（日語）（2020年3月26日- ）

乃木坂46時期
- 乃木坂46 畠中清羅 官方部落格 （日語）